# Klapský potok
Klapský potok är ett vattendrag i Tjeckien. Det ligger i den nordvästra delen av landet, 40 km nordväst om huvudstaden Prag.